# Élections étatiques de 2024 au Chiapas
Les élections étatiques de 2024 au Chiapas se tiennent le 2 juin 2024, afin d'élire le gouverneur de l'État de Chiapas pour un mandat de six ans, et les 40 membres du congrès étatique, pour un mandat de trois ans.

État de Chiapas.

## Gouverneur

### Mode de scrutin
Le gouverneur est élu au scrutin uninominal majoritaire à un tour.

### Résultats
|                        | Continuons de faire l'histoire - Mouvement de régénération nationale (MORENA) - Parti vert écologiste du Mexique (PVEM) - Parti du travail (PT) - Parti du combat solidaire (PES) - Chiapas uni (PCU) - Allons vivre au Chiapas (PMC) - Réseaux sociaux progressistes (RSP) - Parti populaire du Chiapas (PPCH) - Force pour le Mexique (FxM) | Eduardo Ramírez Aguilar (MORENA) | 1 866 190 | 83,50 |  |  |
|                        | Force et coeur pour le Chiapas - Parti révolutionnaire institutionnel (PRI) - Parti action nationale (PAN) - Parti de la révolution démocratique (PRD) | Olga Luz Espinosa Morales (PRD)  | 283 932   | 12,70 |  |  |
|                        | Mouvement citoyen (MC) | Karla Irasema Muñoz Balanzár     | 84 727    | 3,79  |  |  |
|                        | |                                  |           |       |  |  |
| Suffrages exprimés     | Suffrages exprimés | Suffrages exprimés               | 2 234 849 | 94,96 |  |  |
| Votes nuls             | Votes nuls | Votes nuls                       | 118 722   | 5,04  |  |  |
| Total                  | Total | Total                            | 2 353 571 | 100   |  |  |
| Abstention             | Abstention | Abstention                       | 1 590 775 | 40,33 |  |  |
| Inscrits/Participation | Inscrits/Participation | Inscrits/Participation           | 3 944 346 | 59,67 |  |  |

## Congrès étatique

### Mode de scrutin
Le Congrès d'État du Chiapas est constitué de 40 députés, élus selon un système mixte. 24 députés sont élus au scrutin uninominal majoritaire à un tour dans autant de circonscriptions, tandis que les 16 députés restants sont élus au scrutin proportionnel plurinominal. Les électeurs n'ont cependant qu'un seul vote.

### Résultats
|                                                |                                                |                                              |           |       |      |               |               |    |               |               |  |  |  |  |
| Parti                                          | Parti                                          | Parti                                        | Voix      | %     | +/-  | C             | +/−           | L  | Total         | +/-           |  |  |  |  |
|                                                |                                                | Mouvement de régénération nationale (MORENA) | 875 697   | 39,15 | 5,77 | 8             | 3             | 4  | 12            | 3             |  |  |  |  |
|                                                | Parti vert écologiste du Mexique (PVEM)        | 432 279                                      | 19,32     | 0,50  | 6    | 1             | 3             | 9  | 1             |               |  |  |  |  |
|                                                | Parti du travail (PT)                          | 237 695                                      | 10,63     | 3,96  | 4    | en stagnation | 2             | 6  | en stagnation |               |  |  |  |  |
|                                                | Réseaux sociaux progressistes (RSP)            | 78 547                                       | 3,51      | 0,19  | 1    | 1             | 1             | 2  | 1             |               |  |  |  |  |
|                                                | Chiapas uni (PCU)                              | 51 264                                       | 2,29      | 2,44  | 2    | 1             | 0             | 2  | en stagnation |               |  |  |  |  |
|                                                | Allons vivre au Chiapas (PMC)                  | 49 572                                       | 2,22      | 1,33  | 2    | 1             | 0             | 2  | en stagnation |               |  |  |  |  |
|                                                | Parti du combat solidaire (PES)                | 30 564                                       | 1,37      | 4,78  | 1    | 1             | 0             | 1  | en stagnation |               |  |  |  |  |
|                                                | Force pour le Mexique (FxM)                    | 13 954                                       | 0,62      | 0,70  | 0    | en stagnation | 0             | 0  | en stagnation |               |  |  |  |  |
|                                                | Parti populaire du Chiapas (PPCH)              | 10 635                                       | 0,47      | 0,39  | 0    | en stagnation | 0             | 0  | en stagnation |               |  |  |  |  |
| Total coalition Continuons de faire l'histoire | Total coalition Continuons de faire l'histoire | 1 780 207                                    | 79,58     | 12,43 | 24   | en stagnation | 10            | 34 | 1             |               |  |  |  |  |
|                                                |                                                | Parti révolutionnaire institutionnel (PRI)   | 207 499   | 9,28  | 2,42 | 0             | en stagnation | 2  | 2             | en stagnation |  |  |  |  |
|                                                | Parti action nationale (PAN)                   | 96 794                                       | 4,33      | 1,08  | 0    | en stagnation | 2             | 2  | 1             |               |  |  |  |  |
|                                                | Parti de la révolution démocratique (PRD)      | 32 874                                       | 1,47      | 0,88  | 0    | en stagnation | 0             | 0  | en stagnation |               |  |  |  |  |
| Total Force et coeur pour le Chiapas           | Total Force et coeur pour le Chiapas           | 337 167                                      | 15,07     | 2,24  | 0    | en stagnation | 4             | 4  | 1             |               |  |  |  |  |
|                                                | Mouvement citoyen (MC)                         | Mouvement citoyen (MC)                       | 119 544   | 5,34  | 2,81 | 0             | en stagnation | 2  | 2             | 2             |  |  |  |  |
|                                                |                                                |                                              |           |       |      |               |               |    |               |               |  |  |  |  |
| Suffrages exprimés                             | Suffrages exprimés                             | Suffrages exprimés                           | 2 236 918 | 93,78 |      |               |               |    |               |               |  |  |  |  |
| Votes nuls                                     | Votes nuls                                     | Votes nuls                                   | 148 507   | 6,22  |      |               |               |    |               |               |  |  |  |  |
| Total                                          | Total                                          | Total                                        | 2 385 425 | 100   | -    | 24            | en stagnation | 16 | 40            | en stagnation |  |  |  |  |
| Abstention                                     | Abstention                                     | Abstention                                   | 1 558 921 | 39,52 |      |               |               |    |               |               |  |  |  |  |
| Inscrits/Participation                         | Inscrits/Participation                         | Inscrits/Participation                       | 3 944 346 | 60,48 |      |               |               |    |               |               |  |  |  |  |